# 蘇里南兵鯰
蘇里南兵鯰，為輻鰭魚綱鯰形目美鯰科的其中一種，為熱帶淡水魚。分布於南美洲蘇利南Coppename河流域，體長可達5.8公分，棲息在底層水域，生活習性不明。
种名 surinamensis 意为“苏里南的”。